# Mistrzostwa Europy w Lekkoatletyce 1962 – trójskok mężczyzn

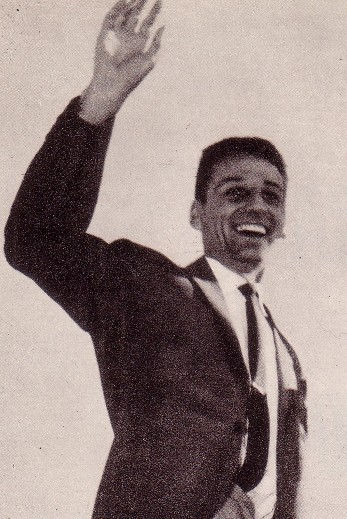
Józef Szmidt

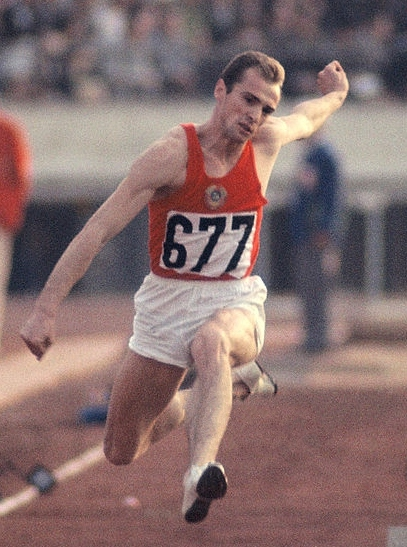
Oleg Fiedosiejew

Trójskok mężczyzn był jedną z konkurencji rozgrywanych podczas VII Mistrzostw Europy w Belgradzie. Kwalifikacje i finał rozegrano 13 września 1962. Zwycięzcą tej konkurencji został  mistrz z 1958 Józef Szmidt. W rywalizacji wzięło udział dwudziestu trzech zawodników z trzynastu reprezentacji.

## Rekordy
| Rekord świata     | Józef Szmidt (POL) | 17,03 | Olsztyn, Polska    | 05.08.1960 |
| Rekord Europy     | Józef Szmidt (POL) | 17,03 | Olsztyn, Polska    | 05.08.1960 |
| Rekord mistrzostw | Józef Szmidt (POL) | 16,43 | Sztokholm, Szwecja | 23.08.1958 |

## Wyniki

### Kwalifikacje
| Miejsce | Zawodnik             | Wynik | Uwagi |
| ------- | -------------------- | ----- | ----- |
| 1       | Józef Szmidt         | 15,98 | Q     |
| 2       | Jan Jaskólski        | 15,86 | Q     |
| 3       | Manfred Hinze        | 15,79 | Q     |
| 4       | Vilhjálmur Einarsson | 15,76 | Q     |
| 5       | Oleg Fiedosiejew     | 15,68 | Q     |
| 6       | Radoslav Jocić       | 15,58 | Q     |
| 7       | Władimir Goriajew    | 15,54 | Q     |
| 8       | Kari Rahkamo         | 15,53 | Q     |
| 9       | Luben Gurguszinow    | 15,50 | Q     |
| 10      | Enzo Cavalli         | 15,48 | Q     |
| 11      | Hans-Jürgen Rückborn | 15,44 | Q     |
| 12      | Odd Bergh            | 15,40 | Q     |
| 13      | Witold Kriejer       | 15,39 |       |
| 14      | Fred Alsop           | 15,33 |       |
| 15      | Mike Ralph           | 15,31 |       |
| 16      | Éric Battista        | 15,22 |       |
| 17      | Yrjö Tamminen        | 15,20 |       |
| 18      | Dodju Patarinski     | 15,18 |       |
| 19      | Giuseppe Gentile     | 15,16 |       |
| 20      | Șerban Ciochină      | 15,07 |       |
| 21      | Sorin Ioan           | 15,06 |       |
| 22      | Luis Felipe Areta    | 15,06 |       |
| 23      | Karl Thierfelder     | 14,94 |       |

### Finał
| Miejsce | Zawodnik             | Wynik | Uwagi |
| ------- | -------------------- | ----- | ----- |
| 1       | Józef Szmidt         | 16,55 | CR    |
| 2       | Władimir Goriajew    | 16,39 |       |
| 3       | Oleg Fiedosiejew     | 16,24 |       |
| 4       | Jan Jaskólski        | 16,02 |       |
| 5       | Radoslav Jocić       | 15,68 | NR    |
| 6       | Vilhjálmur Einarsson | 15,62 |       |
| 7       | Odd Bergh            | 15,52 |       |
| 8       | Luben Gurguszinow    | 15,22 |       |
| 9       | Hans-Jürgen Rückborn | 15,11 |       |
| 10      | Enzo Cavalli         | 15,09 |       |
| 11      | Kari Rahkamo         | 15,09 |       |
| 12      | Manfred Hinze        | 13,67 |       |